# Fjällspröding
Fjällspröding (Psathyrella cotonea) är en svampart som först beskrevs av Lucien Quélet, och fick sitt nu gällande namn av Konrad & Maubl. 1949. Fjällspröding ingår i släktet Psathyrella och familjen Psathyrellaceae.  Arten är reproducerande i Sverige. Inga underarter finns listade i Catalogue of Life.